# Calcio Pomigliano Femminile 2021-2022
Questa voce raccoglie le informazioni riguardanti la squadra femminile del Calcio Pomigliano Femminile nelle competizioni ufficiali della stagione 2021-2022.

## Stagione
Quella del 2021-2022 è la prima stagione in Serie A femminile del Pomigliano, all'esordio nella massima serie del campionato italiano. La stagione è partita con la conferma di Manuela Tesse, artefice della promozione in Serie A, alla guida tecnica della prima squadra. Il campionato è partito con la sconfitta per 3-0 in casa delle campionesse in carica della Juventus, seguita da un pareggio in rimonta contro l'Empoli. A seguito della sconfitta casalinga contro la Roma alla terza giornata di campionato, l'allenatrice Manuela Tesse è stata esonerata dall'incarico. Il 14 settembre successivo Domenico Panico è stato ufficializzato come nuovo allenatore della squadra.
Il 2 marzo 2022, pochi giorni dopo la sconfitta casalinga contro la Sampdoria, valida per la 15ª giornata di campionato, Domenico Panico è stato esonerato dalla guida tecnica della squadra, per la quale è stata richiamata Manuela Tesse. Il 29 aprile successivo, una settimana dopo la sconfitta in trasferta per 6-2 contro il Milan, valida per la 20ª giornata di campionato, Manuela Tesse è stata nuovamente esonerata dalla guida tecnica della squadra, per la quale è stato richiamato Domenico Panico.
Il campionato è stato concluso all'ottavo posto con 23 punti conquistati, frutto di 7 vittorie, 2 pareggi e 13 sconfitte, conquistando la salvezza all'ultima giornata grazie alla vittoria in trasferta per 3-1 sul Napoli. In Coppa Italia la squadra è stata eliminata già ai gironi preliminari, avendo concluso il triangolare 8 al secondo posto, alle spalle della Roma e davanti al Tavagnacco.

## Rosa
Rosa, ruoli e numeri di maglia aggiornati al 19 gennaio 2022.
| N. |                        | Ruolo | Calciatrice               |
| -- | ---------------------- | ----- | ------------------------- |
| 1  | Italia (bandiera)      | P     | Federica Russo            |
| 2  | Italia (bandiera)      | D     | Gaia Apicella             |
| 4  | Australia (bandiera)   | C     | Ella Mastrantonio         |
| 5  | Italia (bandiera)      | D     | Marta Varriale            |
| 6  | Italia (bandiera)      | C     | Valentina Puglisi         |
| 7  | Italia (bandiera)      | C     | Azzurra Massa             |
| 8  | Australia (bandiera)   | C     | Aivi Luik                 |
| 9  | Italia (bandiera)      | A     | Deborah Salvatori Rinaldi |
| 10 | Argentina (bandiera)   | A     | Dalila Ippólito           |
| 11 | Stati Uniti (bandiera) | A     | Victoria Della Peruta     |
| 12 | Spagna (bandiera)      | P     | Anna Buhigas              |
| 14 | Portogallo (bandiera)  | C     | Catarina Realista         |
| 17 | Svezia (bandiera)      | A     | Marija Banusic            |
| 18 | Italia (bandiera)      | D     | Viviana Aversa            |
| 20 | Lituania (bandiera)    | C     | Liucija Vaitukaitytė      |
| 21 | Serbia (bandiera)      | P     | Sara Cetinja              |

| N. |                        | Ruolo | Calciatrice               |
| -- | ---------------------- | ----- | ------------------------- |
| 22 | Italia (bandiera)      | A     | Giuseppina Moraca         |
| 23 | Italia (bandiera)      | C     | Giorgia Tudisco           |
| 25 | Italia (bandiera)      | C     | Giovanna Miroballo        |
| 27 | Italia (bandiera)      | D     | Livia Michelle Capparelli |
| 28 | Italia (bandiera)      | C     | Zhanna Ferrario           |
| 29 | Italia (bandiera)      | P     | Fabiana Fierro            |
| 30 | Italia (bandiera)      | C     | Giulia Ferrandi           |
| 33 | Italia (bandiera)      | D     | Martina Fusini            |
| 42 | Italia (bandiera)      | D     | Melissa Toomey            |
| 51 | Italia (bandiera)      | D     | Vanessa Panzeri           |
| 54 | Italia (bandiera)      | D     | Emanuela Schioppo         |
| 57 | Camerun (bandiera)     | D     | Augustine Ejangue         |
| 63 | Italia (bandiera)      | A     | Marta Rocco               |
| 72 | Italia (bandiera)      | D     | Ilaria Lombardi           |
| 73 | Inghilterra (bandiera) | D     | Danielle Cox              |
| 92 | Italia (bandiera)      | A     | Serena Landa              |

## Calciomercato

### Sessione estiva
| Acquisti | Acquisti                  | Acquisti         | Acquisti    |
| R.       | Nome                      | da               | Modalità    |
| -------- | ------------------------- | ---------------- | ----------- |
| P        | Sara Cetinja              | Nancy            | definitivo  |
| P        | Federica Russo            | Riozzese Como    | definitivo  |
| D        | Livia Michelle Capparelli | Napoli           | definitivo  |
| D        | Augustine Ejangue         | Ebolowa FC       | definitivo  |
| D        | Martina Fusini            | Fiorentina       | in prestito |
| D        | Vanessa Panzeri           | Juventus         | in prestito |
| D        | Marta Varriale            | Riozzese Como    | definitivo  |
| C        | Zhanna Ferrario           |                  | definitivo  |
| C        | Aivi Luik                 | Siviglia         | definitivo  |
| C        | Valentina Puglisi         | Juventus         | in prestito |
| C        | Liucija Vaitukaitytė      | Racing Santander | definitivo  |
| A        | Marija Banusic            | Roma             | definitivo  |
| A        | Dalila Ippólito           | Juventus         | definitivo  |
| A        | Deborah Salvatori Rinaldi | Milan            | definitivo  |

| Cessioni | Cessioni            | Cessioni         | Cessioni   |
| R.       | Nome                | a                | Modalità   |
| -------- | ------------------- | ---------------- | ---------- |
| P        | Maria Grazia Balbi  |                  | svincolata |
| P        | Alessia Parnoffi    |                  | svincolata |
| D        | Kristina Erman      | ÍBV Vestmannæyja | [ 21 ]     |
| D        | Raffaella Giuliano  |                  | svincolata |
| D        | Christianna Kiamou  | San Marino       | [ 22 ]     |
| C        | Kára Djurhuus       |                  | svincolata |
| C        | Tyler Dodds         | Glasgow City     | [ 23 ]     |
| C        | Greis Domi          | Cittadella       | [ 24 ]     |
| C        | Luisa Esposito      |                  | svincolata |
| C        | Penelope Riboldi    | Pink Sport Time  | [ 25 ]     |
| C        | Emanuela Russo      |                  | svincolata |
| C        | Maria Rosaria Russo |                  | svincolata |
| A        | Noemi Manno         |                  | svincolata |
| A        | Romina Pinna        | Cesena           | [ 26 ]     |

### Sessione invernale
| Acquisti | Acquisti              | Acquisti   | Acquisti    |
| R.       | Nome                  | da         | Modalità    |
| -------- | --------------------- | ---------- | ----------- |
| P        | Anna Buhigas          | Vllaznia   | definitivo  |
| D        | Melissa Toomey        | Tavagnacco | definitivo  |
| C        | Ella Mastrantonio     | Lazio      | definitivo  |
| C        | Catarina Realista     | Sassuolo   | in prestito |
| A        | Victoria Della Peruta |            | definitivo  |
| A        | Serena Landa          | Roma       | definitivo  |

| Cessioni | Cessioni        | Cessioni   | Cessioni   |
| R.       | Nome            | a          | Modalità   |
| -------- | --------------- | ---------- | ---------- |
| P        | Federica Russo  |            | svincolata |
| D        | Ilaria Lombardi | Tavagnacco | definitivo |
| D        | Vanessa Panzeri |            | svincolata |
| C        | Giulia Ferrandi |            | svincolata |

## Risultati

### Serie A

#### Girone di andata
| Arbitro: | Nicolini (Brescia) |

|                            |           |  |
| Rosucci 5’ Caruso 54’, 83’ | Marcatori |  |

| Arbitro: | Andreano (Prato) |

|                      |           |                                       |
| Moraca 85’ Cox 90+7’ | Marcatori | 24’ (rig.) Prugna 37’ (rig.) Bragonzi |

| Arbitro: | Vergaro (Bari) |

|            |           |                        |
| Moraca 63’ | Marcatori | 23’ Glionna 54’ Pirone |

| Arbitro: | Monaldi (Macerata) |

|             |           |  |
| Tarenzi 75’ | Marcatori |  |

| Arbitro: | Scatena (Avezzano) |

|                          |           |  |
| Banusic 66’ Ippólito 81’ | Marcatori |  |

| Arbitro: | Feliciani (Teramo) |

|              |           |                                         |
| Andersen 10’ | Marcatori | 49’ Salvatori Rinaldi 82’ (aut.) Fördős |

| Arbitro: | Galipò (Firenze) |

|                 |           |                   |
| Banusic 1’, 26’ | Marcatori | 43’ (rig.) Cedeño |

| Arbitro: | Virgilio (Trapani) |

|                                                          |           |                             |
| Brignoli 14’ Clelland 29’ Dubcová 79’ (rig.) Cantore 87’ | Marcatori | 52’ Cox 57’ (aut.) Brignoli |

| Arbitro: | Crezzini (Siena) |

|  |           |                                |
|  | Marcatori | 8’ Grimshaw 15’ Tucceri Cimini |

| Arbitro: | Pezzopane (L'Aquila) |

|                                     |           |                  |
| Sabatino 43’ (rig.), 70’ Lundin 44’ | Marcatori | 87’ Vaitukaitytė |

| Arbitro: | Panettella (Gallarate) |

|                                    |           |             |
| Salvatori Rinaldi 11’ Ippólito 83’ | Marcatori | 67’ Goldoni |

#### Girone di ritorno
| Arbitro: | Maggio (Lodi) |

|  |           |                                                                   |
|  | Marcatori | 30’ (aut.) Cetinja 42’ Hurtig 53’ Cernoia 59’ Bonansea 90+1’ Gama |

| Arbitro: | Lovison (Padova) |

|              |           |                              |
| Bragonzi 38’ | Marcatori | 65’ Banusic 77’ Della Peruta |

| Arbitro: | Cherchi (Carbonia) |

|                                                |           |                                               |
| Serturini 26’ Haavi 45+2’, 58’ Lázaro 70’, 74’ | Marcatori | 23’ (rig.) Salvatori Rinaldi 46’ Della Peruta |

| Arbitro: | Mastrodomenico (Matera) |

|  |           |             |
|  | Marcatori | 32’ Tarenzi |

| Arbitro: | Iacobellis (Pisa) |

|  |           |             |
|  | Marcatori | 58’ Tudisco |

| Arbitro: | Baratta (Rossano) |

|             |           |              |
| Banusic 42’ | Marcatori | 84’ Visentin |

| Arbitro: | Sfira (Pordenone) |

|                        |           |  |
| Sardu 19’ Quazzico 54’ | Marcatori |  |

| Arbitro: | Grasso (Ariano Irpino) |

|  |           |                                |
|  | Marcatori | 3’, 14’ Cambiaghi 52’ Clelland |

| Arbitro: | Bordin (Bassano del Grappa) |

|                                                                 |           |                             |
| Bergamaschi 5’, 33’ Piemonte 15’, 43’ Adami 27’ Stapelfeldt 79’ | Marcatori | 39’ Della Peruta 60’ Moraca |

| Arbitro: | Ubaldi (Roma 1) |

|  |           |             |
|  | Marcatori | 4’ Sabatino |

| Arbitro: | Virgilio (Trapani) |

|           |           |                                   |
| Golob 28’ | Marcatori | 61’ Della Peruta 65’, 70’ Banusic |

### Coppa Italia

#### Gironi eliminatori
| Arbitro: | Duzel (Castelfranco Veneto) |

|               |           |                               |
| Abouziane 70’ | Marcatori | 45’, 87’ Banusic 85’ Ferrandi |

| Arbitro: | Acquafredda (Molfetta) |

|         |           |                                      |
| Cox 58’ | Marcatori | 26’ Ciccotti 79’ Bernauer 90’ Pirone |

## Statistiche

### Statistiche di squadra
| Competizione | Punti | In casa | In casa | In casa | In casa | In casa | In casa | In trasferta | In trasferta | In trasferta | In trasferta | In trasferta | In trasferta | Totale | Totale | Totale | Totale | Totale | Totale | DR  |
| Competizione | Punti | G       | V       | N       | P       | Gf      | Gs      | G            | V            | N            | P            | Gf           | Gs           | G      | V      | N      | P      | Gf     | Gs     | DR  |
| ------------ | ----- | ------- | ------- | ------- | ------- | ------- | ------- | ------------ | ------------ | ------------ | ------------ | ------------ | ------------ | ------ | ------ | ------ | ------ | ------ | ------ | --- |
| Serie A      | 23    | 11      | 3       | 2       | 6       | 10      | 19      | 11           | 4            | 0            | 7            | 15           | 27           | 22     | 7      | 2      | 13     | 25     | 46     | -21 |
| Coppa Italia | -     | 1       | 0       | 0       | 1       | 1       | 3       | 1            | 1            | 0            | 0            | 3            | 1            | 2      | 1      | 0      | 1      | 4      | 4      | 0   |
| Totale       | -     | 12      | 3       | 2       | 7       | 11      | 22      | 12           | 5            | 0            | 7            | 18           | 28           | 24     | 8      | 2      | 14     | 29     | 50     | -21 |

### Andamento in campionato
| Giornata  | 1 | 2 | 3 | 4 | 5 | 6 | 7 | 8 | 9 | 10 | 11 | 12 | 13 | 14 | 15 | 16 | 17 | 18 | 19 | 20 | 21 | 22 |
| --------- | - | - | - | - | - | - | - | - | - | -- | -- | -- | -- | -- | -- | -- | -- | -- | -- | -- | -- | -- |
| Luogo     | T | C | C | T | C | T | C | T | C | T  | C  | C  | T  | T  | C  | T  | C  | T  | C  | T  | C  | T  |
| Risultato | P | N | P | P | V | V | V | P | P | P  | V  | P  | V  | P  | P  | V  | N  | P  | P  | P  | P  | V  |
| Posizione | 7 | 7 | 8 | 9 | 7 | 7 | 7 | 7 | 7 | 8  | 7  | 7  | 7  | 7  | 7  | 7  | 7  | 8  | 8  | 8  | 9  | 8  |

Legenda:

Luogo: C = Casa; T = Trasferta. Risultato: V = Vittoria; N = Pareggio; P = Sconfitta.

### Statistiche delle giocatrici
| Giocatore            | Serie A  | Serie A | Serie A     | Serie A    | Coppa Italia | Coppa Italia | Coppa Italia | Coppa Italia | Totale   | Totale | Totale      | Totale     |
| Giocatore            | Presenze | Reti    | Ammonizioni | Espulsioni | Presenze     | Reti         | Ammonizioni  | Espulsioni   | Presenze | Reti   | Ammonizioni | Espulsioni |
| -------------------- | -------- | ------- | ----------- | ---------- | ------------ | ------------ | ------------ | ------------ | -------- | ------ | ----------- | ---------- |
| G. Apicella          | 13       | 0       | 1           | 1          | 1            | 0            | 0            | 0            | 14       | 0      | 1           | 1          |
| M. Banusic           | 21       | 7       | 0           | 0          | 1            | 2            | 0            | 0            | 22       | 9      | 0           | 0          |
| A. Buhigas           | 3        | -6      | 0           | 0          | 1            | -3           | 0            | 0            | 4        | -9     | 0           | 0          |
| L.M. Capparelli      | 9        | 0       | 1           | 0          | 1            | 0            | 0            | 0            | 10       | 0      | 1           | 0          |
| S. Cetinja           | 19       | -40     | 1           | 0          | 0            | 0            | 0            | 0            | 19       | -40    | 1           | 0          |
| D. Cox               | 21       | 2       | 2           | 0          | 1            | 1            | 0            | 0            | 22       | 3      | 2           | 0          |
| V. Della Peruta      | 9        | 4       | 1           | 0          | -            | -            | -            | -            | 9        | 4      | 1           | 0          |
| A. Ejangue           | 13       | 0       | 3           | 0          | 1            | 0            | 0            | 0            | 14       | 0      | 3           | 0          |
| G. Ferrandi          | 8        | 0       | 1           | 0          | 1            | 1            | 0            | 0            | 9        | 1      | 1           | 0          |
| Z. Ferrario          | 21       | 0       | 1           | 1          | 1            | 0            | 0            | 0            | 22       | 0      | 1           | 1          |
| M. Fusini            | 22       | 0       | 2           | 0          | 1            | 0            | 1            | 0            | 23       | 0      | 3           | 0          |
| D. Ippólito          | 19       | 2       | 3           | 0          | 2            | 0            | 0            | 0            | 21       | 2      | 3           | 0          |
| S. Landa             | 6        | 0       | 1           | 0          | -            | -            | -            | -            | 6        | 0      | 1           | 0          |
| I. Lombardi          | 0        | 0       | 0           | 0          | 1            | 0            | 0            | 0            | 1        | 0      | 0           | 0          |
| A. Luik              | 14       | 0       | 1           | 0          | 2            | 0            | 0            | 0            | 16       | 0      | 1           | 0          |
| A. Massa             | 2        | 0       | 0           | 0          | 2            | 0            | 0            | 0            | 4        | 0      | 0           | 0          |
| E. Mastrantonio      | 9        | 0       | 0           | 0          | -            | -            | -            | -            | 9        | 0      | 0           | 0          |
| G. Miroballo         | -        | -       | -           | -          | -            | -            | -            | -            | -        | -      | -           | -          |
| G. Moraca            | 18       | 3       | 1           | 1          | 2            | 0            | 0            | 0            | 20       | 3      | 1           | 1          |
| V. Panzeri           | 5        | 0       | 0           | 0          | 0            | 0            | 0            | 0            | 5        | 0      | 0           | 0          |
| V. Puglisi           | 14       | 0       | 1           | 0          | 2            | 0            | 0            | 0            | 16       | 0      | 1           | 0          |
| C. Realista          | 2        | 0       | 0           | 0          | -            | -            | -            | -            | 2        | 0      | 0           | 0          |
| M. Rocco             | -        | -       | -           | -          | 1            | 0            | 0            | 0            | 1        | 0      | 0           | 0          |
| F. Russo             | 0        | 0       | 0           | 0          | 1            | -1           | 0            | 0            | 1        | -1     | 0           | 0          |
| D. Salvatori Rinaldi | 19       | 3       | 1           | 0          | 2            | 0            | 0            | 0            | 21       | 3      | 1           | 0          |
| E. Schioppo          | 2        | 0       | 0           | 0          | 0            | 0            | 0            | 0            | 2        | 0      | 0           | 0          |
| M. Toomey            | 2        | 0       | 0           | 0          | -            | -            | -            | -            | 2        | 0      | 0           | 0          |
| G. Tudisco           | 21       | 1       | 1           | 0          | 2            | 0            | 0            | 0            | 23       | 1      | 1           | 0          |
| L. Vaitukaitytė      | 22       | 1       | 2           | 0          | 2            | 0            | 0            | 0            | 24       | 1      | 2           | 0          |
| M. Varriale          | 5        | 0       | 0           | 0          | 1            | 0            | 0            | 0            | 6        | 0      | 0           | 0          |